# Georges Lahy
 (janvier 2016).
Georges Lahy (né le 27 novembre 1955 à Marseille) est un kabbaliste, écrivain et éditeur. Il est l'arrière-petit-fils du psychologue et sociologue Jean-Maurice Lahy.

## Biographie
Né en 1955 à Marseille, Georges Lahy, après des études de philosophie et de mystique comparée, s’est engagé dans l’apprentissage des textes de la Kabbale et de ses pratiques spirituelles. Il est aussi connu sous le pseudonyme de Virya, non sous lequel il a signé ses premiers ouvrages.
En 1980 il rencontre Rav Méïr Yéfath, un kabbaliste d’origine yéménite qui l'initiera aux fondements de la kabbale mystique autour des écrits du maître espagnol du XIIIe siècle Abraham Aboulafia, ainsi que ses pratiques de l’hazkarah et des tséroufim, qui constitueront dès lors la base de sa pratique et de son enseignement.
En 1992, il crée un cercle d’études dans la région de Marseille, qu’il nomme « Sod Adamantha ». Durant huit ans, Georges Lahy orientera les travaux de ce cercle autour des grands textes de la Kabbale, en montrant bien la différence entre les enseignements de la Kabbale traditionnelle et les écrits de l’occultisme. Les résultats de ces travaux furent publiés tous les trimestres dans trente-deux cahiers d’études intitulés : « Chokmah ». Ces cahiers contiennent de nombreux articles originaux et des traductions de textes inédites. C’est également en 1992 que Georges Lahy crée sa propre maison d’éditions (Éditions Lahy), spécialisée dans la Kabbale et la mystique juive.
En 1997, il rencontre Charles Mopsik avec qui il se liera d’amitié et aura de nombreux échanges jusqu’au décès de ce dernier en juin 2003. Charles Mopsik confortera Georges Lahy dans ses recherches sur les kabbalistes des XIIe et XIIIe siècles de Catalogne et de Castille, et l’amènera à une étude plus poussée du Sefer Ha Zohar. 
La démarche de Georges Lahy est à la fois tournée vers les écrits hébreux anciens, dont il a traduit de nombreux textes en français, et vers les orientations contemporaines de la Kabbale. Il a également rédigé de nombreux articles, dans des revues spécialisées, établissant des passerelles entre les pratiques mystiques et les philosophies occultes de différentes traditions.

### Ouvrages en français
- Spiritualité de la Kabbale, 1986.
- Kabbale et destinée, 1986/1994.
- Lumières sur la Kabbale, 1989.
- Kabbale extatique et Tsérouf : Techniques de méditation des anciens kabbalistes, 1993.
- Vie mystique et Kabbale pratique : Angéologie et pratiques théurgico-magiques dans le Shiour Qomah, la Merkavah et la Kabbalah Maâssith, 1994.
- Le Séfer Yetsirah : Le Livre kabbalistique de la Formation, 1995.
- Le Grand-Œuvre de Jonas : Traduction du Séfer Yonah commentée à la lumière de la Kabbale et de l’Alchimie, 1996.
- L’Alphabet hébreu et ses symboles : Les 22 Arcanes de la Kabbale, 1997.
- La Voix du corps : Introduction à la Bioherméneutique, Sagesse thérapeutique des kabbalistes, 2002.
- Paroles de nombres : Méthode simple et pratique de décodage des mots et des noms par leurs équivalences numériques, 2003.
- Abécédaire du Langage des Animaux - Symboles, messages et influences, 2004.
- Dictionnaire encyclopédique de la Kabbale : Kabbale, kabbalistes, livres et terminologie, 2005.
- Les mystères de la dent, en collaboration avec Gérard Athias, 2009.
- La Voix des maux : Les messages des maladies dévoilés par leurs racines hébraïques, 2010.
- Le Trône de Joie : Vers la Présence et la réintégration de la Joie sans Cause, 2015.
- Kabbale et couleurs : Les mystères des nuances de la Lumière, 2016.
- Le coffret ABC des Lettres hébraïques - Le livre + les 22 cartes d’Othioth, 2017.
- Aboulâfia – La Quête du kabbaliste, Roman biographique, 2019.
- La kabbale à la lettre - Épistoles 2013 à 2019.
- Racines hébraïques usuelles : Morphèmes bilitères et trilitères de l’hébreu, 2020.
- Dictionnaire de Guimatria : Valeurs numériques des termes hébraïques en usage dans la Kabbale et la spiritualité, 2020.
- Guélyana, l’Apocalypse dévoilée : Le Livre de l’Apocalypse à la lumière de ses sources araméennes, 2021.
- La Kabbale à la lettre, épistoles de 2020 à 2021.
- Le Verger des paraboles – Tome I, 2023.
- Le Verger des paraboles – Tome II, 2024.
- Les sefiroth, symboles et attributs, 2023.
- Les 72 noms du Nom : Les mystères du Shém haMeforash, 2023.
- Conversations sefirotiques, 2023.
- Éclats d’Infini, 2023.
- Éclats de Silence, 2023.
- Éclats d’Absolu, 2024.
- Le Kabbaliste et l’Orchidée, 2024.
- Les Mondes de la Kabbale, 2024.

### Traductions de textes hébraïques
- Les Portes de la lumières, Shaâréi Orah, Joseph Gikatilla, 2003.
- Le livre des paraboles, Séfér hamashlim, Joseph Gikatilla, 2022.
- Ésh metsaréf, le feu de l’alchimiste – Traduction et annotations, 2006.
- Les Assemblées initiatiques du Zohar – Traductions et annotations, 2006.
- Le Livre du Signe, Séfer haOth, Abraham Aboulâfia, 2007.
- La Lampe divine, Nér Élohim, Abraham Aboulâfia, 2008.
- Divorce des Noms, Guét ha-shémoth, Abraham Aboulâfia, 2009.
- Vie du Monde à venir, Ħayyé haÔlam haBa, Abraham Aboulâfia, 2019.
- Le Livre du Désir, Séfér haĦéshék, Abraham Aboulâfia, 2023.
- Le Jardin clos, Gan Naoûl, Abraham Aboulâfia, 2024.
- Épîtres pour Abraham et Judah – Shevâ netivoth haTorah & VeZoth LiYehoudah, Abraham Aboulâfia, 2024.
- Textes de la Kabbale provençale médiévale : Le Livre de la Contemplation et le Livre de la Source de Sagesse, 2019.
- Péréq Shirah : Ode à la Création, 2019.
- Les Portes de la Justice : Shaâréi Tséddéq, Nathan ben Saâdiah Harrar, 2021.

### Ouvrages en anglais
- The Work of Jonah: The Book of Jonah according to Kabbalah, 2020.
- Abulafia – The Kabbalist’s Quest, 2023.

### Ouvrages en italien
- Sepher Yetzirah. Il libro della formazione, 2006.
- L’alfabeto ebraico. I ventidue arcani della qabalah, 2008.
- La voce del corpo, la saggezza terapeutica dei cabbalisti, 2009.
- Qabalah estatica e Tseruf, 2012.
- Il trono della gioia, 2017.
- Esh Metsaref. Il fuoco dell’alchimista, 2014.
- Abulafia : La ricerca del cabalista, 2019.
- Vita mistica e Cabala pratica: Angelologia e pratiche teurgico-magiche nel Shi’ur Qomah, nella Merkavah e nella Qabalah Maassith, 2020.
- Le radici delle malattie: I messaggi delle malattie rivelati dalle loro radici ebraiche, 2020.

### Ouvrages en espagnol
- Los 22 Arcanos de la Kabbalah : Los Símbolos de las Letras Hebreas, 2006.
- Kabbalah Extática y Tseruf : Técnicas de meditacion de los antiguos cabalistas, 2011.
- La Vos del cuerpo, 2009.